# 妖狐艳史
《妖狐艳史》是中国清代的一部风格杂糅的艳情小说。作者、成书年代不详，全书无序跋、绣像，扉页中有“松林轩编”、“开卷一笑”字样，共12回。书中的狐狸有正反两派，善良的狐狸知恩图报，念咒救人，邪恶狐狸慑人精血四处淫乱。也多有回头浪子形象，比如明媚，见到两雌狐与公狐淫乱，便追悔过去。书中也常常夹杂一些俗语，反应了清代江西学堂内淫乱的情况，也描写了淫秽戏剧的演出。

## 情节
宋代江西青峰岭有两老狐桂香、云香修炼成精，变化入城，将书生春明媚摄回洞中肆意淫乱。明媚之父汇生四处打听，招摇撞骗的道士生意、生心听说此事，自告奋勇进山寻找，结果生心被猛虎咬死，生意逃回。不久，巡察人间妖魔的郁雷至，擒住二狐，锁洞内石板下，令明媚改过。明媚途遇月素，本是千年的狐狸精，前生曾被明媚所救，特来报恩定亲，还为念咒他治浓血病。
生意骗春家钱财，得手后又被春家邻居屠能所劫。生意怒，放火烧宅，被屠能杀死，屠能也被烧死。官府调查，错判汇生杀生意，逮捕入狱，月素设计将其救出。
明媚在月素处受教，学问日进，下山赴考，中亚魁。殿试官梅尚书将女儿朱云许配给王兵部之子。王兵部为人正直，忤梅尚书，被革职而死。梅家要退亲招明媚为婿。月素设法将明媚与王兵部子掉换，成全王婚事，又促成明媚与王小姐婚事。不久，梅尚书因见到月素而想入非非，走失元阳而死。月素后缘满归山。